# ホー・クィンフアン
胡瓊香（ホー・クィンフアン、國語字：Hồ Quỳnh Hương、1980年10月16日 - ）は、ベトナムの音楽家、ベトナムテレビジョンの最大規模の音楽コンテストである『全国テレビ歌声祭』で『有望な若き才能ある歌声』賞を受賞した後、歌手としてデビューしました。

## ディスコグラフィ

### アルバム
- 『生まれる』VÀO ĐỜI[3]（2003年）
- 『優しい日』NGÀY DỊU DÀNG[4]（2004年）
- 『エネルギー』NĂNG LƯỢNG（2009年）
- 『兄さん』ANH（2010年）
- 『沈黙』TĨNH LẶNG（2013年）

## フィルモグラフィ

### 映画
- 『契約』BẢN HỢP ĐỒNG（2010年）